# Louisville Township (comté de Clay, Illinois)
Louisville Township est un township du comté de Clay dans l'Illinois, aux États-Unis,. 

## Source de la traduction
- (en) Cet article est partiellement ou en totalité issu de l’article de Wikipédia en anglais intitulé « Louisville Township, Clay County, Illinois » (voir la liste des auteurs).